# Ваготонія
Вагото́нія (лат. vagotonia; ваго- лат. vagus + tonos напруження; син. парасимпатикотонія) — переважання тонусу парасимпатичної частини вегетативної нервової системи над тонусом її симпатичної частини; стан вазомоторної нестабільності, що її спричинює гіперфункція блукаючого нерва.
Ваготонія протилежна симпатикотонії.

## Клінічна картина
При ваготонії діти легко червоніють і бліднуть, кисті у них холодні, вологі, ціанотичні, відмічаються мармуровість шкіри, різко виражена пітливість долонь, підошов, пахвових ямок. Шкіра жирна, на ній можуть утворюватись вугрі, є алергічні висипи, температура тіла знижена, діти мерзнуть. Характерними є запаморочення, непереносимість транспорту, глибокі вдихи. Відмічаються нудота, метеоризм, пронос або спастичний закреп, дискінезії жовчних шляхів, збільшення мигдаликів лімфатичних шляхів. Фізична активність дітей знижена, діти апатичні, часто скаржаться на мігреноподібний головний біль, біль у ділянці серця, біль у ногах, артеріальний тиск знижений, брадикардія.

## Лікування
Проводять педіатр разом з невропатологом та кардіоревматологом. Психотерапія, фізіотерапія, дієта, режим дня.
При ваготонії — психостимулятори, кофеїн, сиднокарб, препарати кальцію, аскорбінову кислоту, піридоксин. Дітей необхідно брати на диспансерний облік у поліклініці.
| симптом | Це незавершена стаття про симптом хвороби. Ви можете допомогти проєкту, виправивши або дописавши її. |